# August Wesemeier
August Wesemeier (* 11. Februar 1866 in Helmstedt; † 5. März 1930 in Braunschweig) war ein sozialdemokratischer Politiker.

## Leben und Wirken
Wesemeier besuchte die Volksschule und wurde anschließend als Maurer und Stuckateur ausgebildet. Er arbeitete bis 1896 als Maurer. Von April 1896 bis April 1917 war er Redakteur der sozialdemokratischen Tageszeitung Volksfreund in Braunschweig. Daneben war er aktiv in der freien Gewerkschaftsbewegung. So war Wesemeier von 1895 bis 1898 Vorsitzender des Maurerverbandes in Braunschweig. Danach war er bis 1919 Vorsitzender des örtlichen Gewerkschaftskartells. Außerdem war er von 1902 bis 1913 und zwischen 1917 und 1923 Mitglied der Stadtverordnetenversammlung.
Am 19. März 1910 wurde er vom Landgericht Braunschweig wegen Beleidigung des Staatsministers Albert von Otto zu acht Monaten Gefängnis verurteilt.
Wesemeier nahm im September 1901 und im September 1912 an den Parteitagen der SPD teil. Im Jahr 1917 wechselte er in die USPD und kehrte 1922 zur SPD zurück. Während der Novemberrevolution war Wesemeier Volksbeauftragter für die Belange der Stadt Braunschweig. Beruflich war er mit einigen kürzeren Unterbrechungen zwischen 1917 und 1929 als Arbeitersekretär tätig. Außerdem war er Vorsitzender des Aufsichtsrates der Baugenossenschaft in Braunschweig.
Im Jahr 1920 kandidierte Wesemeier vergeblich für die USPD für den Reichstag. Zwischen 1918 und 1930 war er Mitglied im Braunschweigischen Landtag. Für kurze Zeit von Februar bis Mai 1922 war Wesemeier Minister für Inneres des Landes Braunschweig. Er war von 1920 bis 1922 und von 1927 bis 1930 Präsident des Landtages.